# Spencer Littleson
Spencer Littleson (Rochester Hills, Míchigan, USA, 29 de mayo de 1998), es un jugador de baloncesto estadounidense que pertenece a la plantilla del Hestia Menorca de la Primera FEB. Con 1,93 metros de estatura, juega en la posición de Escolta.

## Trayectoria deportiva
Formado en la Rochester Adams High School de ciudad natal hasta 2016 cuando ingresó en la Universidad Duquesne, situada en Pittsburgh, Pensilvania, para jugar durante la temporada 2016-17 la NCAA con los Duquesne Dukes.
Tras una temporada en blanco, en 2018 forma parte de la Universidad de Toledo, situada en Toledo (Ohio), donde jugaría durante tres temporadas en la NCAA con los Toledo Rockets, desde 2018 a 2021.
El 28 de junio de 2021, Littleson firma su primer contrato profesional con el Limburg United de la BNXT League , en el que además se proclamó campeón de la Copa de Bélgica (Euromillions Cup), primer trofeo de la historia del club de Hasselt.
El 28 de agosto de 2022, Littleson firma con el Imortal Luzigas de la Liga Portuguesa de Basquetebol.
El 2 de agosto de 2023, el Grupo Alega Cantabria de la LEB Oro, anuncia su fichaje por una temporada.
En la temporada 2025-26, firma por el Hestia Menorca de la Primera FEB.